# First Division 1914-1915
La First Division 1914-1915 è stata la 27ª edizione della massima serie del campionato inglese di calcio, disputato tra il 1º settembre 1914 e il 28 aprile 1915 e concluso con la vittoria dell'Everton, al suo secondo titolo.
Capocannoniere del torneo è stato Bobby Parker (Everton) con 35 reti.
Dopo la fine del campionato si decise di sospendere le attività agonistiche a causa della prima guerra mondiale. Le attività ripresero nell'annata 1919-20.

## Squadre partecipanti
| Club            | Stagione | Città               | Stadio               | Stagione precedente                   |
| --------------- | -------- | ------------------- | -------------------- | ------------------------------------- |
| Aston Villa     | dettagli | Birmingham          | Villa Park           | 2º posto in First Division            |
| Blackburn       | dettagli | Blackburn           | Ewood Park           | 1º posto in First Division            |
| Bolton          | dettagli | Bolton              | Burnden Park         | 6º posto in First Division            |
| Bradford PA     | dettagli | Bradford            | ?                    | 2º posto in Second Division, promosso |
| Bradford City   | dettagli | Bradford            | Valley Parade        | 9º posto in First Division            |
| Burnley         | dettagli | Burnley             | Turf Moor            | 12º posto in First Division           |
| Chelsea         | dettagli | Londra              | Stamford Bridge      | 8º posto in First Division            |
| Everton         | dettagli | Liverpool           | Goodison Park        | 15º posto in First Division           |
| Liverpool       | dettagli | Liverpool           | Anfield              | 16º posto in First Division           |
| Manchester City | dettagli | Manchester          | Hyde Road            | 13º posto in First Division           |
| Manchester Utd  | dettagli | Manchester          | Old Trafford         | 14º posto in First Division           |
| Middlesbrough   | dettagli | Middlesbrough       | Ayresome Park        | 3º posto in First Division            |
| Newcastle Utd   | dettagli | Newcastle upon Tyne | St James' Park       | 11º posto in First Division           |
| Notts County    | dettagli | Nottingham          | Meadow Lane          | 1º posto in Second Division, promosso |
| Oldham Athletic | dettagli | Oldham              | Boundary Park        | 4º posto in First Division            |
| Sheffield Utd   | dettagli | Sheffield           | Bramall Lane         | 10º posto in First Division           |
| Sheffield Weds  | dettagli | Sheffield           | Hillsborough Stadium | 18º posto in First Division           |
| Sunderland      | dettagli | Sunderland          | Roker Park           | 7º posto in First Division            |
| Tottenham       | dettagli | Londra              | White Hart Lane      | 17º posto in First Division           |
| West Bromwich   | dettagli | West Bromwich       | The Hawthorns        | 5º posto in First Division            |

## Classifica finale
|       | Pos. | Squadra         | Pt | G  | V  | N  | P  | GF | GS | Med   |
| ----- | ---- | --------------- | -- | -- | -- | -- | -- | -- | -- | ----- |
|       | 1.   | Everton         | 46 | 38 | 19 | 8  | 11 | 76 | 47 | 1.617 |
|       | 2.   | Oldham Athletic | 45 | 38 | 17 | 11 | 10 | 70 | 56 | 1.250 |
|       | 3.   | Blackburn       | 43 | 38 | 18 | 7  | 13 | 83 | 61 | 1.361 |
|       | 4.   | Burnley         | 43 | 38 | 18 | 7  | 13 | 61 | 47 | 1.298 |
|       | 5.   | Manchester City | 43 | 38 | 15 | 13 | 10 | 49 | 39 | 1.256 |
| [ 2 ] | 6.   | Sheffield Utd   | 43 | 38 | 15 | 13 | 10 | 49 | 41 | 1.195 |
|       | 7.   | Sheffield Weds  | 43 | 38 | 15 | 13 | 10 | 61 | 54 | 1.130 |
|       | 8.   | Sunderland      | 41 | 38 | 18 | 5  | 15 | 81 | 72 | 1.125 |
|       | 9.   | Bradford PA     | 41 | 38 | 17 | 7  | 14 | 69 | 65 | 1.062 |
|       | 10.  | West Bromwich   | 40 | 38 | 15 | 10 | 13 | 49 | 43 | 1.140 |
|       | 11.  | Bradford City   | 40 | 38 | 13 | 14 | 11 | 55 | 49 | 1.122 |
|       | 12.  | Middlesbrough   | 38 | 38 | 13 | 12 | 13 | 62 | 74 | 0.838 |
|       | 13.  | Liverpool       | 37 | 38 | 14 | 9  | 15 | 65 | 75 | 0.867 |
|       | 14.  | Aston Villa     | 37 | 38 | 13 | 11 | 14 | 62 | 72 | 0.861 |
|       | 15.  | Newcastle Utd   | 32 | 38 | 11 | 10 | 17 | 46 | 48 | 0.958 |
|       | 16.  | Notts County    | 31 | 38 | 9  | 13 | 16 | 41 | 57 | 0.719 |
|       | 17.  | Bolton          | 30 | 38 | 11 | 8  | 19 | 68 | 84 | 0.810 |
|       | 18.  | Manchester Utd  | 30 | 38 | 9  | 12 | 17 | 46 | 62 | 0.742 |
|       | 19.  | Chelsea         | 29 | 38 | 8  | 13 | 17 | 51 | 65 | 0.785 |
|       | 20.  | Tottenham       | 28 | 38 | 8  | 12 | 18 | 57 | 90 | 0.633 |

Legenda:
      Campione d'Inghilterra.
      Retrocessa in Second Division.
Regolamento:
Due punti a vittoria, uno a pareggio, zero a sconfitta.
A parità di punti le squadre venivano classificate secondo il quoziente reti.
Note:
Il Chelsea è stato poi ripescato in First Division 1919-1920 per ampliamento di organico.

## Risultati

### Tabellone
|                 | Ast  | Bla  | Bol  | BrP  | BrC  | Bur  | Che  | Eve  | Liv  | MaC  | MaU  | Mid  | New  | NCo  | Old  | ShU  | ShW  | Sun  | Tot  | WBA  |
| --------------- | ---- | ---- | ---- | ---- | ---- | ---- | ---- | ---- | ---- | ---- | ---- | ---- | ---- | ---- | ---- | ---- | ---- | ---- | ---- | ---- |
| Aston Villa     | –––– | 2-1  | 1-7  | 1-2  | 0-0  | 3-3  | 2-1  | 1-5  | 6-2  | 4-1  | 3-3  | 5-0  | 2-1  | 2-1  | 0-0  | 1-0  | 0-0  | 1-3  | 3-1  | 2-1  |
| Blackburn       | 1-2  | –––– | 2-2  | 2-2  | 2-1  | 6-0  | 3-2  | 2-1  | 4-2  | 0-1  | 3-3  | 4-0  | 2-3  | 5-1  | 4-1  | 1-2  | 1-1  | 3-1  | 4-1  | 2-1  |
| Bolton          | 2-2  | 3-2  | –––– | 3-2  | 3-5  | 3-1  | 3-1  | 0-0  | 0-1  | 2-3  | 3-0  | 4-0  | 0-0  | 1-2  | 2-0  | 0-1  | 0-3  | 1-1  | 4-2  | 1-1  |
| Bradford        | 2-2  | 1-2  | 1-2  | –––– | 3-0  | 2-2  | 3-0  | 1-2  | 1-0  | 3-1  | 5-0  | 2-0  | 1-0  | 3-1  | 1-1  | 2-0  | 1-1  | 2-1  | 5-1  | 1-4  |
| Bradford City   | 3-0  | 3-0  | 4-2  | 3-2  | –––– | 0-0  | 2-2  | 0-1  | 3-2  | 0-0  | 4-2  | 1-1  | 1-1  | 3-1  | 1-0  | 1-1  | 1-0  | 3-1  | 2-2  | 5-0  |
| Burnley         | 2-1  | 3-2  | 5-0  | 2-0  | 0-1  | –––– | 2-0  | 1-0  | 3-0  | 1-2  | 3-0  | 4-0  | 2-0  | 0-0  | 2-3  | 1-2  | 2-3  | 2-1  | 3-1  | 0-2  |
| Chelsea         | 3-1  | 1-3  | 2-1  | 0-1  | 2-0  | 1-4  | –––– | 2-0  | 3-1  | 0-0  | 1-3  | 2-2  | 0-3  | 4-1  | 2-2  | 1-1  | 0-0  | 3-0  | 1-1  | 4-1  |
| Everton         | 0-0  | 1-3  | 5-3  | 4-1  | 1-1  | 0-2  | 2-2  | –––– | 1-3  | 4-1  | 4-2  | 2-3  | 3-0  | 4-0  | 3-4  | 0-0  | 0-1  | 7-1  | 1-1  | 2-1  |
| Liverpool       | 3-6  | 3-0  | 4-3  | 2-1  | 2-1  | 3-0  | 3-3  | 0-5  | –––– | 3-2  | 1-1  | 1-1  | 2-2  | 1-1  | 1-2  | 2-1  | 2-1  | 2-1  | 7-2  | 3-1  |
| Manchester City | 1-0  | 1-3  | 2-1  | 2-3  | 4-1  | 1-0  | 2-1  | 0-1  | 1-1  | –––– | 1-1  | 1-1  | 1-1  | 0-0  | 0-0  | 0-0  | 4-0  | 2-0  | 2-1  | 4-0  |
| Manchester Utd  | 1-0  | 2-0  | 4-1  | 1-2  | 1-0  | 0-2  | 2-2  | 1-2  | 2-0  | 0-0  | –––– | 2-2  | 1-0  | 2-2  | 1-3  | 1-2  | 2-0  | 3-0  | 1-1  | 0-0  |
| Middlesbrough   | 1-1  | 1-4  | 0-0  | 1-3  | 3-0  | 1-1  | 3-0  | 5-1  | 3-0  | 1-0  | 1-1  | –––– | 1-1  | 1-0  | 4-1  | 2-2  | 3-1  | 2-3  | 7-5  | 2-0  |
| Newcastle Utd   | 3-0  | 2-1  | 1-2  | 1-1  | 1-0  | 1-2  | 2-0  | 0-1  | 0-0  | 2-1  | 2-0  | 1-2  | –––– | 1-1  | 1-2  | 4-3  | 0-0  | 2-5  | 4-0  | 1-2  |
| Notts County    | 1-1  | 1-1  | 0-0  | 1-2  | 0-0  | 0-0  | 2-0  | 0-0  | 3-1  | 0-2  | 4-2  | 5-1  | 1-0  | –––– | 2-1  | 3-1  | 1-2  | 2-1  | 1-2  | 1-1  |
| Oldham Athletic | 3-3  | 3-2  | 5-3  | 6-2  | 1-0  | 1-2  | 0-0  | 1-1  | 0-2  | 0-0  | 1-0  | 5-1  | 1-0  | 2-0  | –––– | 3-0  | 5-2  | 4-5  | 4-1  | 1-1  |
| Sheffield Utd   | 3-0  | 1-2  | 3-1  | 3-2  | 1-1  | 1-0  | 1-1  | 1-0  | 2-1  | 0-0  | 3-1  | 0-1  | 1-0  | 1-0  | 3-0  | –––– | 0-1  | 1-1  | 1-1  | 2-0  |
| Sheffield Weds  | 5-2  | 1-1  | 7-0  | 6-0  | 3-3  | 0-0  | 3-2  | 1-4  | 2-1  | 2-1  | 1-0  | 3-1  | 2-1  | 0-0  | 2-2  | 1-1  | –––– | 1-2  | 3-2  | 0-0  |
| Sunderland      | 4-0  | 5-1  | 4-3  | 3-3  | 1-1  | 2-1  | 2-1  | 0-3  | 2-2  | 0-2  | 1-0  | 4-1  | 2-4  | 3-1  | 1-2  | 3-2  | 3-1  | –––– | 5-0  | 1-2  |
| Tottenham       | 0-2  | 0-4  | 4-2  | 3-0  | 0-0  | 1-3  | 1-1  | 1-3  | 1-1  | 2-2  | 2-0  | 3-3  | 0-0  | 2-0  | 1-0  | 1-1  | 6-1  | 0-6  | –––– | 2-0  |
| West Bromwich   | 2-0  | 0-0  | 3-0  | 1-0  | 3-0  | 3-0  | 2-0  | 1-2  | 4-0  | 0-1  | 0-0  | 1-0  | 2-0  | 4-1  | 0-0  | 1-1  | 0-0  | 1-2  | 3-2  | –––– |